# Rhaphidostichum cucullifolium
Rhaphidostichum cucullifolium là một loài Rêu trong họ Sematophyllaceae. Loài này được (Cardot & Dixon) Broth. miêu tả khoa học đầu tiên năm 1925.